# 考えるカラス〜科学の考え方〜
『考えるカラス〜科学の考え方〜』（かんがえるカラス かがくのかんがえかた）は、NHK Eテレで2013年4月から始まった小学校中学年から中学生に向けた理科・科学番組である。第55回 科学技術映像祭 研究開発・教育部門 部門優秀賞受賞。2014年国際エミー賞ノミネート。

## 番組概要
従来の理科系番組とは異なり科学の知識ではなく科学の「考え方」に焦点を当てた番組。
歌やアニメーションに加え、微速度撮影や超ミクロ撮影も用いた特撮映像を駆使して、興味深く伝えていく内容となっている。
「考え方の番組」と銘打つ通り、番組中で行われる実験には明確な答えを示さず、敢えて視聴者に考えさせる構成となっている。例として、番組最後の『蒼井優の考える練習』のコーナーでは、核心を示す直前に突然タイトルロゴが描かれたフリップが下り、「ここから先は自分で考えよう。これからはみんなが考えるカラス」というナレーションがなされ、画面左下にナレーション担当者と番組ホームページアドレス、画面右下にエンドクレジット（「おわり 制作・著作/NHK」）が表示されて番組が終了する。
番組公式ホームページには、視聴者が考えた実験の答えを投稿するコーナーが設けられている。
『ピタゴラスイッチ』や『Eテレ0655&2355』なども手がける佐藤雅彦が監修。NHKが制作、ユーフラテス・うちのますみ・石澤太祥が制作協力をしている。また、京都大学のiCeMS科学コミュニケーショングループが番組スタッフをサポートしている。

## 放送時間
NHK Eテレ
- 2013年度：火曜日 9:10 - 9:20、火曜日15:30-15:40（再放送）
- 2014年度：火曜日 9:10 - 9:20
- 2015年度：火曜日10:00 - 10:10、木曜日23:45-23:55（4-5月のみ）
- 2016年度 - 2017年度上期：火曜日 10:00 - 10:10
- 2018年度 - 2019年度上期：火曜日 9:50 - 10:00
- 2020年度 - 2021年度下期：火曜日 9:55　-  10:05
- 2022年度 - 毎週水曜日 16:50 - 17:00
- 2024年度上期 - 毎週金曜 16:40 - 16:50

新番組として放送された2013年度に先立ち、春休み先行放送を行った。
- 第1回放送、2013年3月28日 9:10 - 9:20
- 第2回放送、2013年3月29日 9:10 - 9:20

## 出演者
- 蒼井優
- 市原尚弥
- 斎藤工（ナレーション）[4]
- 山本晃士ロバート(ナレーション)

## 備考
- 番組タイトルの「考えるカラス」は、イソップ寓話の『カラスと水差し』に由来している。番組オープニングでは、この寓話と同じ行動を取るカラスの映像が使われており、番組や公式サイトにもマスコットとしてカラスが使われている。